# 밸러리 페린
밸러리 퍼라인(Valerie Perrine, 1943년 9월 3일 ~ )은 미국의 배우이다.

## 출연 작품
- 슈퍼맨
- 슈퍼맨 2 - 이브 테쉬마처 역
- 라이츠 아웃 - 매 역
- 위 러브 유, 바스타드 (각본)
- 사랑이 이끄는 대로 (각본)
- 투 이취 히즈 라이프 (각본)